# Plaváček
Plaváček – album Karela Kryla, wydany w 1983 w Szwecji przez emigracyjną oficynę Šafrán 78.

## Lista utworów
1. Hlas
2. Z ohlasů písní ruských
3. Jaro desáté
4. Dívčí válka
5. Gloria
6. Číslo na zápěstí
7. Plaváček
8. Lilie
9. Lektorská
10. Varhany v Olivie (Ve jménu humanity!)
11. Tisící rok míru
12. Jupí, jupí